# Piłka nożna siedmioosobowa
Piłka nożna siedmioosobowa (ang. 7-a-side football) – odmiana piłki nożnej, gdzie każda z drużyn składa się z siedmiu zawodników z porażeniem mózgowym i innymi zaburzeniami neurologicznymi, w tym z udarem mózgu i urazowym uszkodzeniem mózgu. Od 1978 do 2014 roku piłka nożna siedmioosobowa podlegała Międzynarodowemu Stowarzyszeniu Sportu i Rekreacji osób z porażeniem mózgowym (ang. Cerebral Palsy International Sports and Recreation Association - CPISRA). W styczniu 2015 r. zarządzanie sportem zostało przejęte przez Międzynarodową Federację osób z porażeniem mózgowym (ang. International Federation of Cerebral Palsy Football – IFCPF).

## Zasady gry
Sport rozgrywany jest według zmodyfikowanych zasad FIFA. Wśród modyfikacji są zmniejszone pole gry, zmniejszenie liczby graczy, wyeliminowanie zasady Offside i pozwolenie na jednoręczne wrzucenie. Mecze składają się z dwóch półgodzinnych połówek, z piętnastominutową przerwą na pół. Zespoły muszą przez cały czas wystawiać przynajmniej jednego zawodnika klasy C5 lub C6. Nie więcej niż jeden gracz klasy C8 może grać w tym samym czasie.
W zależności od zaistniałych chorób, istnieją różne klasy piłki nożnej siedmioosobowej:
- Klasa C5: Zawodnicy, którzy czują się niekomfortowo podczas chodzenia, ale nie odczuwają bólu, gdy tylko stoją lub uderzają piłkę.
- Klasa C6: Zawodnicy cierpiący na koordynację podczas biegania.
- Klasa C7: Zawodnicy z hemiparezą.
- Klasa C8: Zawodnicy z niewielką niepełnosprawnością, którzy spełniają kryteria statusu paraolimpijskiego.

## Rozgrywki
Po raz pierwszy międzynarodowy turniej piłki nożnej siedmioosobowej rozegrano w Edynburgu w 1978 roku. Od 1984 roku, piłka nożna siedmioosobowa została wpisana na listę sportów paraolimpijskich. Co cztery lata odbywają się rozgrywki o Puchar Świata w piłce nożnej siedmioosobowej, z których najlepsze zespoły kwalifikują się do Igrzysk Paraolimpijskich. Najwięcej tytułów zdobyła reprezentacja Ukrainy - 6 razy (2001, 2003, 2005, 2009, 2013 i 2017).
Na Igrzyskach Paraolimpijskich po trzy tytuły mistrzów piłki nożnej siedmioosobowej w aktywach Ukrainy (2004, 2008 i 2016) i Holandii (1988, 1992, 1996).